# 儲振
儲振，字玉依。江南宜興縣人。清朝政治人物。

## 生平
康熙六年（1667年）中式丁未科三甲進士。選翰林院庶吉士，散館授檢討。官至右庶子。